# Owidiopol (stacja kolejowa)
Owidiopol (ukr. Овідіополь) – stacja kolejowa w miejscowości Owidiopol, w rejonie odeskim, w obwodzie odeskim, na Ukrainie. Obecnie stacja obsługuje wyłącznie ruch towarowy. Ruch pasażerski jest zawieszony.